# Amanita jacksonii
Amanita jacksonii Pomerl., 1984 è un fungo basidiomicete, diffuso principalmente in Nord America e Centro America.

## Descrizione della specie

### Cappello
Umbonato-convesso. Rosso aranciato al centro, di un arancione più tenue ai bordi, bordi vistosamente striati.

### Lamelle
Molto fitte, gialle, mai bianche libere.

### Gambo
Cilindrico, giallo, cavo, alto 9-16 cm coperto di un pattern arancione più o meno evidente, ma caratteristico della specie.

### Anello
Membranaceo e striato, concolore alle lamelle e al gambo.

### Volva
Bianca, persistente, liscia, carnosa e libera al gambo.

### Carne
Immutabile, dal bianco al giallo pallido, odore non caratteristico.

### Spore
Sporata bianca. Spore in massa, non amiloidi, di forma ellittica, misurano 9-11 µm x 6-8 µm.

## Reazioni chimiche
La pileipellis, se trattata con KOH, perde colorazione fino a diventare di colore giallo. 

## Habitat
Fruttifica in estate-autunno, si trova solitamente nella rizosfera di querce e pini.

## Commestibilità
Ottima, sia cotto che crudo, non tanto per odore e sapore quanto per la resa piuttosto buona dei carpofori.

## Specie simili
- Amanita caesarea, commestibile
- Amanita flavoconia
- Amanita rubescens, tossica da cruda
- Amanita muscaria var. aureola, tossica, che comunque possiede gambo e lamelle di colore bianco candido.

## Galleria d'immagini

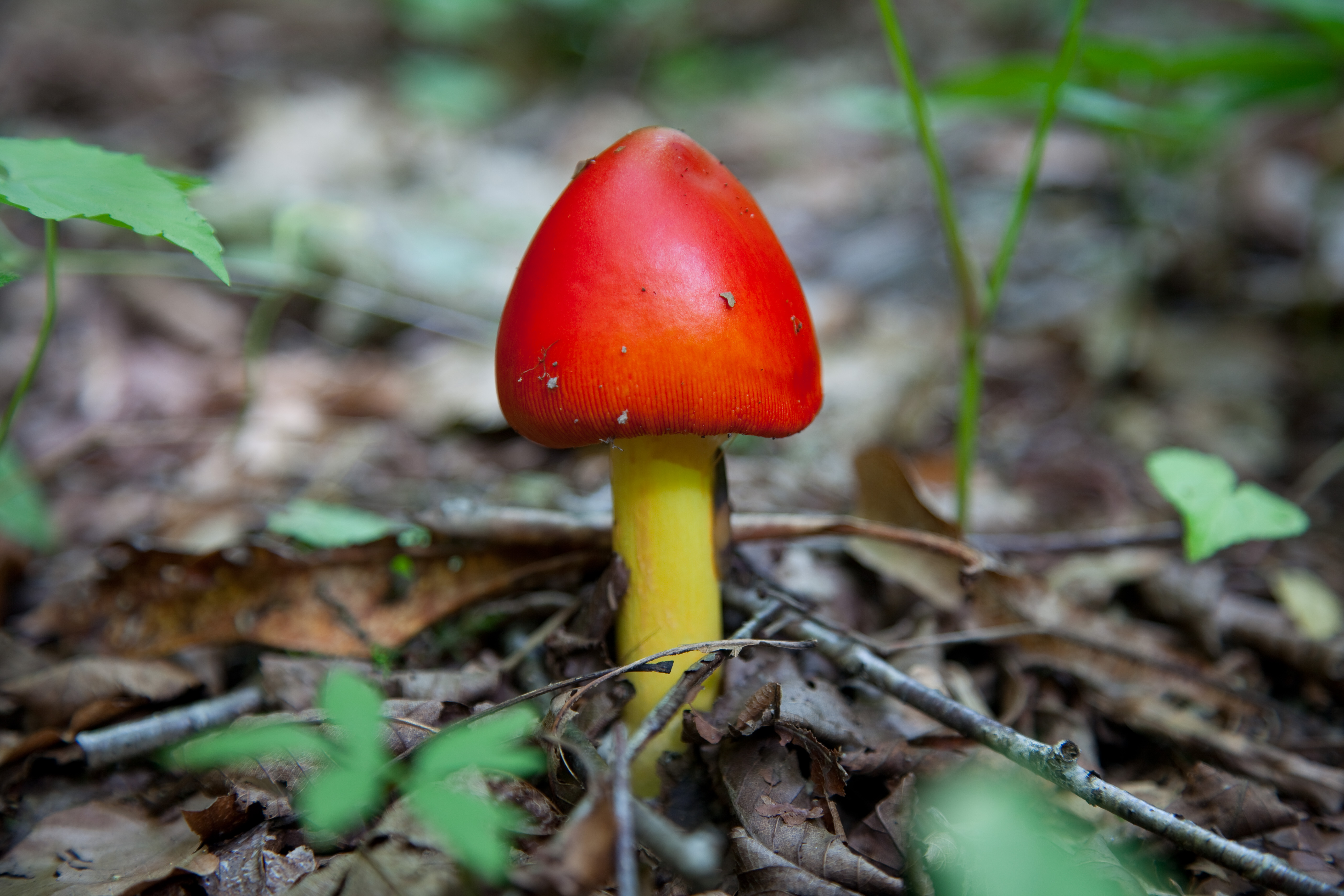
Giovane esemplare di A. jacksonii
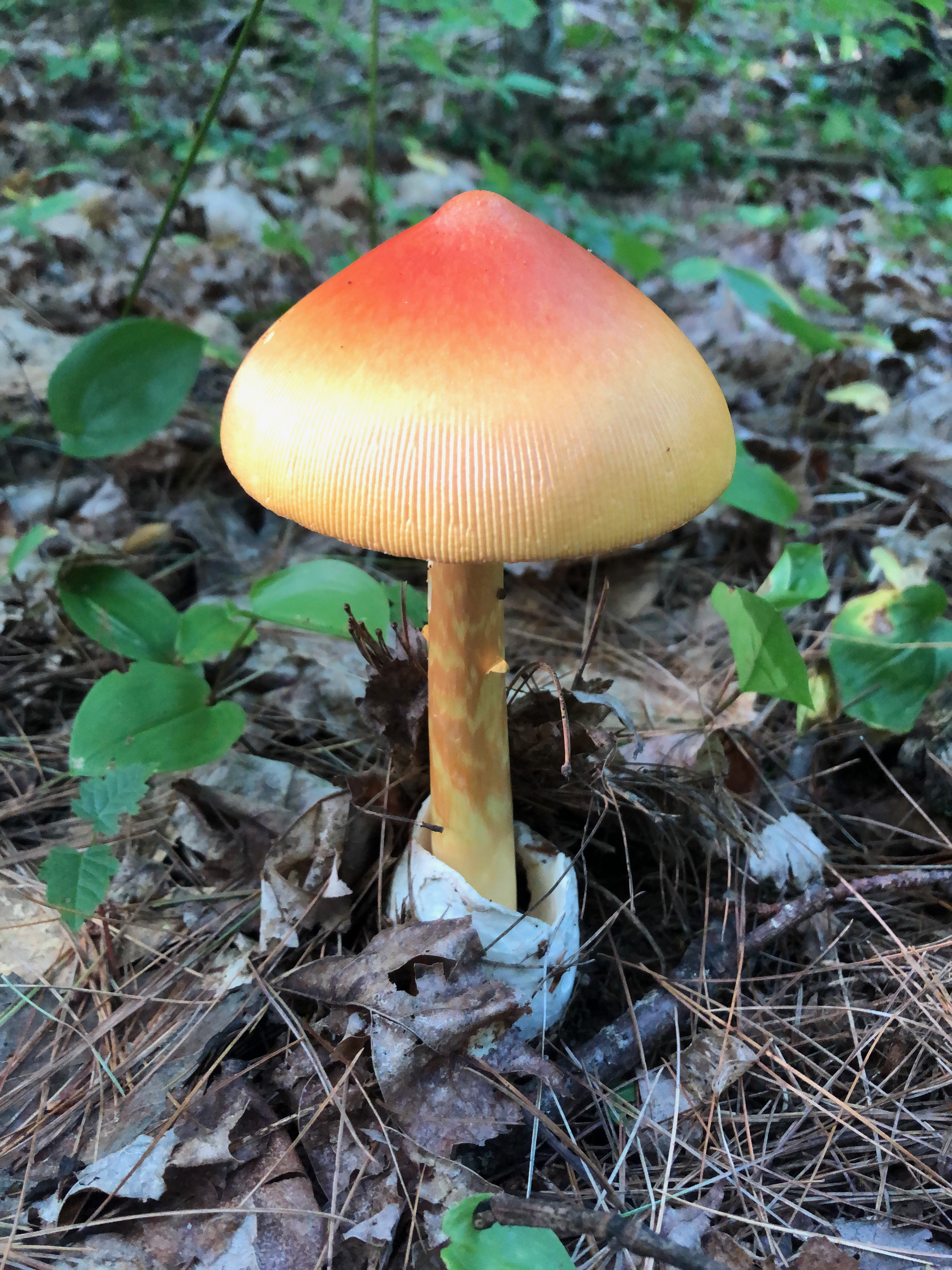
A. jacksonii in fase di crescita
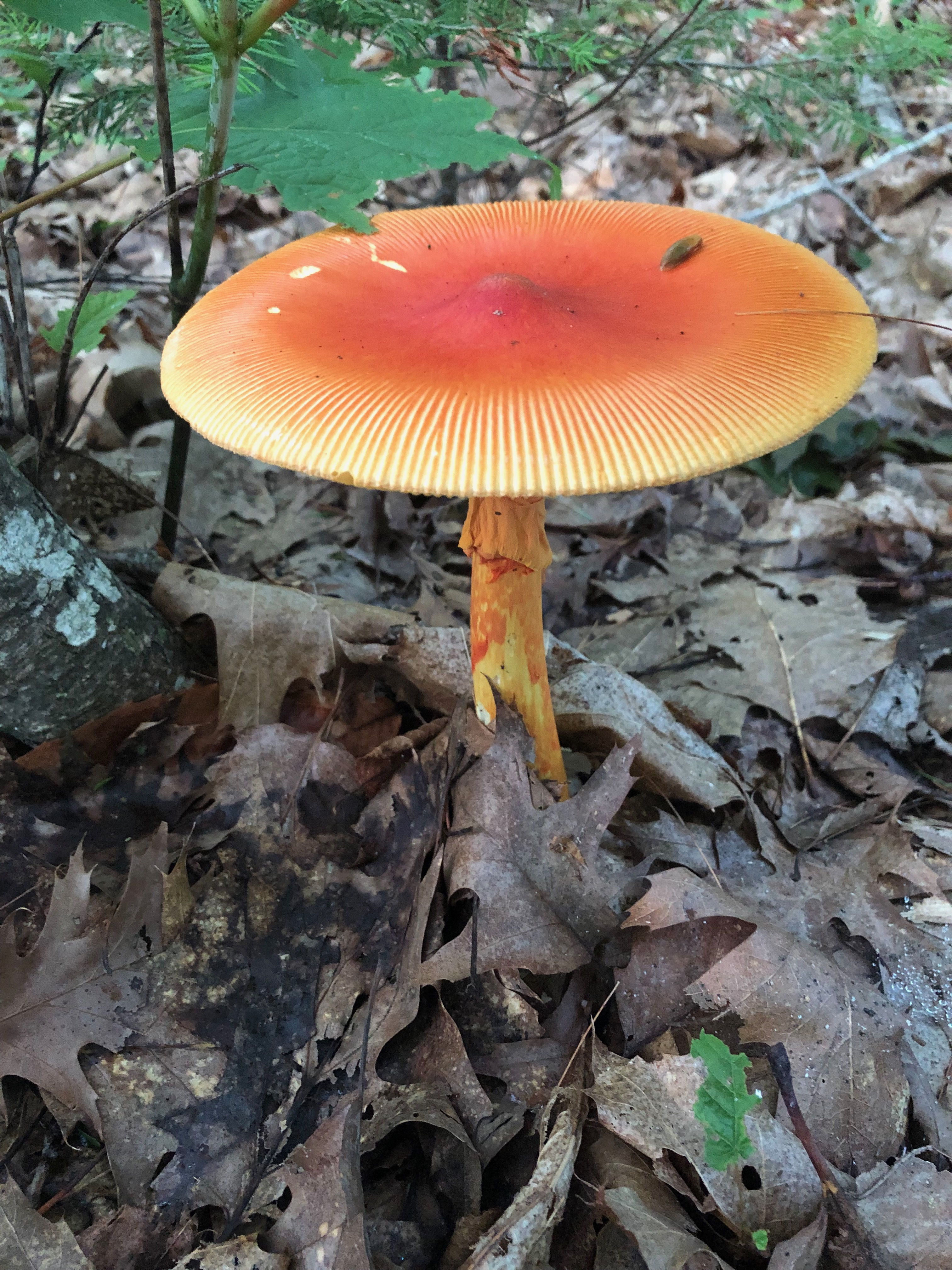
A. jacksonii in maturità